# OPIE
OPIE — графическое окружение для Familiar, основанное на системе библиотек Qt/Embedded. Бинарно совместимо с Qtopia. Основное отличие от GPE заключается в отсутствии поддержки протокола X11 и работа в режиме framebuffer’a.